# Judici de bruixes a North Berwick
Els judicis de les bruixes de North Berwick van ser uns judicis de 1590 d'una sèrie de persones d'East Lothian (Escòcia), acusades de bruixeria al poble de St Andrew's Auld Kirk a North Berwick. Van durar dos anys i van implicar setanta persones, incloent Francis Stewart, 5è comte de Bothwell per càrrecs d'alta traïció. Les «bruixes» van ser retingudes als jardins Auld Kirk Green, part de l'actual zona del North Berwick Harbour. Les confessions van ser extretes amb tortures a l'Old Tolbooth, Edimburg. La font principal d'aquesta història va ser publicada en un fullet de 1591, el Newes from Scotland, i posteriorment es va publicar a la dissertació del rei Jaume I d'Anglaterra sobre nigromància contemporània titulada Daemonologie el 1597.

## Antecedents
Aquesta va ser la primera gran persecució de bruixeria a Escòcia i va començar amb un cas sensacional que va involucrar les cases reials de Dinamarca i Escòcia.
El rei Jaume va viatjar a Copenhaguen per casar-se amb la princesa Anna, germana de Cristià IV, rei de Dinamarca. Durant el seu retorn a Escòcia es va trobar amb terribles tempestes i van haver de refugiar-se a Noruega durant diverses setmanes abans de continuar. L'almirall de la flota d'escorta danesa va culpar de les tempestes la dona d'un alt oficial de Copenhaguen que l'havia insultat. Diversos nobles del tribunal escocès estaven implicats, i es van celebrar judicis de bruixeria a Dinamarca.
Una de les primeres víctimes daneses va ser Anna Koldings, que, sota pressió, va denunciar els noms de cinc dones més, una de les quals va ser Mail, l'esposa del burgmestre de Copenhaguen. Totes van confessar que eren culpables de bruixeria per aixecar tempestes que dificultaven el viatge de la reina Anna i que havien enviat diables que escalaven per la quilla del seu vaixell. Al setembre, les dues dones van ser cremades per bruixes a Kronborg.
El rei Jaume va escoltar les notícies de Dinamarca sobre això i va decidir crear el seu propi tribunal.

## Les acusades

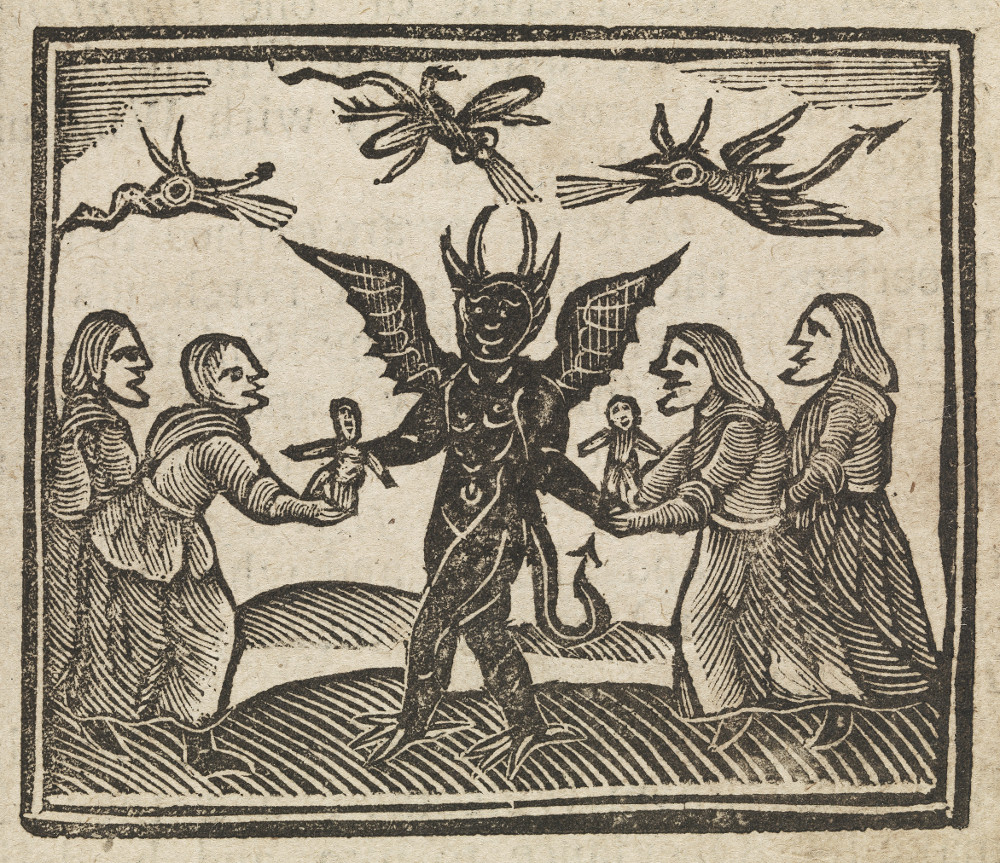
Agnes Sampson amb altres bruixes reunides amb el dimoni, 1591

Les principals acusades de bruixeria implicades directament en els judicis van ser:
- Agnes Tompson (Agnes Sampson)
- Barbara Naper
- Doctor Fian (John Cunningham)
- Ewphame Mecalrean (Euphemia Maclean)
- Geillis Duncan
- Robert Grierson
- Lennit Bandilandis
- L'esposa de Potter de Seaton
- Smith del pont d'Hallis
- L'esposa de George Mott
- Alanis Muir
- Altres no anomenades

Sospitoses de bruixeria agenollades davant el rei Jaume. Daemonologie, 1597

Molt aviat, més de cent sospitoses de bruixeria van ser detingudes a North Berwick, i moltes van confessar sota tortura haver conegut el dimoni a l'església durant la nit, i es van dedicar a fer mal, incloent l'enverinament del rei i d'altres membres de la seva família, i d'intentar enfonsar el vaixell del rei.
Els dos acusats més significatius van ser Agnes Sampson, una dona respectada i anciana d'Humbie, i el doctor John Fian (conegut com a Cunningham), mestre d'escola i erudit de Prestonpans. Tots dos es van negar a confessar i se'ls va torturar severament. Sampson va ser portada davant el rei Jaume i un consell de nobles. Va negar tots els càrrecs, però després de ser torturada horriblement, finalment va confessar. Com a condemna especial, se li va afaitar tot el cap i els pèls del cos, va ser enganxada a la paret de la seva cel·la amb la «brida de la bruixa», una màscara de ferro amb quatre punxes agudes que forçaven la boca, de manera que dues punxes es pressionaven contra la llengua i les altres dues contra les galtes. Ella es va quedar sense dormir, penjada amb una corda al voltant del cap, i només després d'aquestes tortures Agnes Sampson va confessar les cinquanta-tres acusacions contra ella. Finalment va ser estrangulada i cremada com una bruixa. Segons el Newes from Scotland, Declaring the Damnable Life of Dr. Fian, a Notable Sorcerer, un fullet publicat el 1591, Sampson va confessar que havia assistit a un sabbat amb 200 bruixes, entre elles Geillis Duncan.
El doctor Fian també va patir una severa tortura. Va suportar l'extracció forçada de les ungles, després que li clavessin pinces de ferro entre les ungles per a després arrencar-les. Finalment, el van portar al Castlehill d'Edimburg i va ser cremat a la foguera el 16 de desembre.
Segons Christopher Smout, entre 3.000 i 4.000 dones acusades de bruixeria podrien haver estat assassinades a Escòcia entre els anys 1560 i 1707.

### Geillis Duncan
Entre les bruixes escoceses relacionades amb les tempestes hi va haver una anomenada Gillis Duncan (o Geillis Duncan), que treballava per a un home anomenat David Seaton a la ciutat de Tranent. Pel que sembla, Duncan va començar de sobte a exhibir una habilitat miraculosa de curació i es va escapar de la casa durant la nit. Quan Seaton va interrogar Duncan i no va poder explicar la seva nova habilitat i l'estrany comportament, la va torturar. Sota la tortura, va confessar ser una bruixa i va acusar molts altres de bruixeria. Segons el fullet contemporani Newes from Scotland, de 1591, va anomenar nombrosos individus, tant dones com homes:
| «                           | Agnes Sampson, la bruixa més gran de totes, habitant de Haddington; Agnes Tompson d'Edenbrough; el doctor Fian, conegut com John Cuningham, mestre d'escola a Saltpans, a Lowthian, de la vida i els fets estranys que escoltaràs més al final d'aquest discurs. Aquests van ser acusats pel dit de Geillis Duncan, com també l'esposa de George Motts, habitant de Lowthian; Robert Grierson, patró; i Jannet Blandilands; amb l'esposa de Potter de Seaton: el ferrer Brigge Hallis, amb innombrables altres en aquestes parts, i vivint en aquests límits abans esmentats; dels quals alguns ja estan executats, la resta es va quedar a la presó per rebre la condemna del judici de la voluntat i el plaer de sa Majestat Reial. | » |
| — Newes from Scotland, 1591 | |   |

També es va trobar que Geillis Duncan havia conspirat amb Ewphame Mecalrean en l'assassinat del padrí de Geillis Duncan.

### Barbara Naper
Gillis Duncan va acusar Barbara Naper de matar Archibald Douglas, 8è comte d'Angus, amb un encanteri. Es va informar que Archibald havia mort d'una malaltia tan estranya que no hi havia cura ni remei.

## En la cultura popular
Shakespeare va adaptar molts conceptes dels judicis, incloent els rituals confessats per les bruixes i la situació escocesa, en la seva tragèdia Macbeth. Molt influït pels incidents publicats, l'obra va ser editada uns anys després de la publicació de Daemonologie, del rei Jaume. Agafant prestades moltes cites dels tractats, les tres bruixes de l'obra de Shakespeare llancen els encanteris de la mateixa manera: «a propòsit que s'enfonsin al mar aixecant vents per a la destrucció de vaixells».
El grup heavy/doom metal Cathedral té una cançó anomenada North Berwick Witch Trials en el seu àlbum de 2005 The Garden of Unearthly Delights.
Un personatge recurrent, jutjada i condemnada per ser bruixa, és Geillis Duncan, de la sèrie de novel·les Outlander de Diana Gabaldon. En l'adaptació televisiva, és interpretada per Lotte Verbeek.
El llibre Shadow of Night (All Soul's Trilogy, llibre 2), de Deborah Harkness, té lloc a la dècada del 1590 i hi ha molts debats entre els protagonistes sobre els judicis de Berwick.